# Trang Lãng

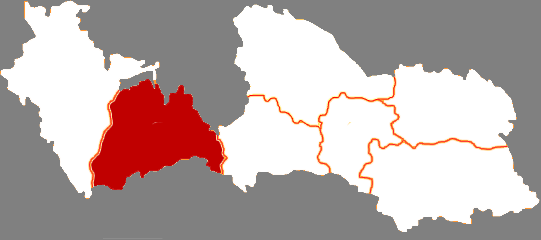
Trung lãng

Trang Lãng (chữ Hán phồn thể:庄浪縣, chữ Hán giản thể: 庄浪县, bính âm: Zhuānglàng Xiàn, âm Hán Việt: Trang Lãng huyện) là một huyện thuộc địa cấp thị Bình Lương, tỉnh Cam Túc, Cộng hòa Nhân dân Trung Hoa. Huyện Trang Lãng có diện tích 1556 km², dân số năm 2004 là 420.000 người. Mã số bưu chính của huyện Trang Lãng là 744600. Chính quyền huyện đóng tại trấn Thủy Lạc. Về mặt hành chính, huyện này được chia ra các đơn vị hành chính gồm 3 trấn (Thủy Lạc, Nam Hồ, Châu Điếm) và 17 hương (Dương Hà, Liễu Lương, Ngọa Long, Đại Trang, Dương Xuyên, Vạn Tuyền, Thủy Lạc, Lương Ấp, Vĩnh Ninh, Trịnh Hà, Hàn Điếm, Nam Bình, Thuận Nhai, Bàn An.